# 神風英男
神風 英男（じんぷう ひでお、1961年10月10日 - ）は、日本の政治家。民主党所属の元衆議院議員（3期）。防衛大臣政務官（野田内閣・野田改造内閣）を務めた。

## 来歴
茨城県古河市生まれ。茨城県立古河第三高等学校、法政大学法学部法律学科卒業。大学卒業後、松下政経塾に入塾する（第7期生）。アメリカ合衆国法人INAファームコープを経て、帰国後の1994年、茨城県議会議員選挙に無所属で出馬するが、落選した。この時に出馬した岩井市選挙区は、茨城県政に絶大な影響力を有した自由民主党茨城県連会長の山口武平の選出選挙区であった。1995年、船田元衆議院議員事務所に入所。2001年から武正公一衆議院議員の政策担当秘書を務める。
2003年の第43回衆議院議員総選挙では、当初埼玉15区からの出馬を予定していたが、総選挙直前の民由合併により、自由党出身の高山智司が公認を受けたため、神風は埼玉4区から出馬する。なお、埼玉4区は元々、法政大学法学部の先輩である上田清司の選出選挙区であったが、上田の埼玉県知事選挙出馬に伴い、空白区になっていた。埼玉4区で自民党の早川忠孝を破り、初当選。2005年の第44回衆議院議員総選挙では早川に敗れるが、重複立候補していた比例北関東ブロックで復活し、再選。2009年の第45回衆議院議員総選挙では再度早川を下し、3選。
2011年、野田内閣で防衛大臣政務官に任命された。2012年10月に退任し、同年11月より衆議院安全保障委員会委員長。
同年12月の第46回衆議院議員総選挙に、埼玉4区から出馬するも落選。2014年12月の第47回衆議院議員総選挙に、埼玉4区から出馬するも再び落選。2015年、民主党は次期衆院選の埼玉4区公認候補に埼玉県議会議員吉田芳朝を内定。吉田が支部長となり、神風は政界を引退した。

## 政策
- 憲法改正に賛成[2]。

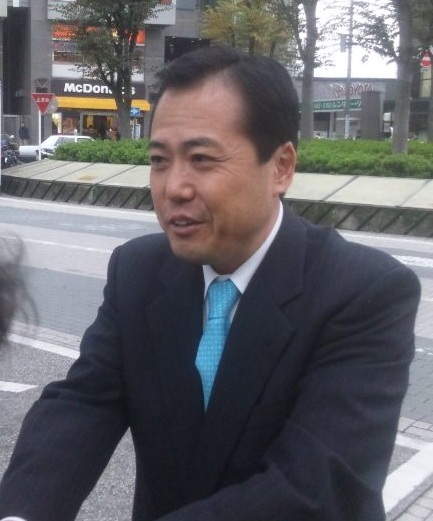
JR北朝霞駅前にて（2012年）

- 集団的自衛権の行使を禁じた政府の憲法解釈を見直すことに賛成[2]。
- 日本の核武装について今後の国際情勢によっては検討すべきだとしている[2]。
- 原子力規制委員会の新基準を満たした原発は再開すべきとしている[2]。
- 日本のTPP参加に賛成[2]。
- 選択的夫婦別姓制度導入について、「どちらとも言えない」としている[3]。

## 所属していた団体・議員連盟
- 慰安婦問題と南京事件の真実を検証する会
- 永住外国人の地方参政権を慎重に考える勉強会
- 人権擁護法案から人権を守る会
- 日本会議国会議員懇談会